# Georg Wilhelm von der Marwitz
Georg Wilhelm von der Marwitz (* ca. 1723; † ca. 8. Juli 1759 in Landeshut) auch „der schwarzer Marwitz“ und „der schöne Marwitz“ genannt, war ein preußischer Major, Quartiermeisterlieutenant und Flügeladjutant sowie Favorit König Friedrichs II. von Preußen und Prinz Heinrichs von Preußen.

## Leben
Aus der Uradelsfamilie von der Marwitz stammend wurde er zu einem unbekannten Zeitpunkt in seiner Jugend Leibpage Friedrich II. und später ein Favorit des jüngeren Bruders des Königs, Prinz Heinrich. Die Beziehung zwischen Heinrich und Marwitz wurde später auch dem König bekannt. Im März 1746 widmete Friedrich seinem Bruder, der aufgrund einer Kolik in Berlin zurückgeblieben war, eine Reihe von satirischen Briefen, worin er die Zuneigung Heinrichs zu Marwitz in sarkastisch-schwärmerischem Ton schildert und Marwitz diffamiert. Lehndorff erwähnt, dass Marwitz nach diesem brüderlichen Streit des Hofs verwiesen worden ist. Die Gunst des Prinzen Heinrich verschaffte Marwitz allerdings eine Position im 1. Leibregiment zu Fuß. Bei Lehndorff heißt es, Prinz Heinrich mache Marwitz kurz darauf „Falschheit und schlechtes Benehmen zum Vorwurf, und verbannte ihn gänzlich aus seinen Augen“. Eva Ziebura sagt in ihrer Biografie des Prinzen dazu, Heinrich habe Marwitz vorgeworfen, gegen seinen Bruder Prinz Ferdinand intrigiert zu haben. In den Folgejahren gerät Marwitz abwechselnd in Gnade und Ungnade des Königs, bis er 1757, als Adjutant des Königs und Mitglied von Heinrichs Gesellschaft wieder in der Gunst beider Brüder stand.
Fontane berichtet, dass Marwitz sich vor der Schlacht bei Hochkirch, „weigerte […], das Lager, das einen Ueberfall gleichsam herauszufordern schien, an der angewiesenen Stelle abzustecken, und erhielt dafür nicht nur keinen Pour le mérite, sondern fiel in Ungnade.“ Der Bericht von De Catt über die Äußerungen des »capitaine de M......, aide de camp« zeigt aber, dass über diesen Vorfall auch anders berichtet worden ist. De Catt überliefert das Erzählte in folgender Weise: Einige Zeit vor der Schlacht bei Hochkirch hätte Friedrich Marwitz befohlen, ein Lager aufzustellen. Der König, der laut Marwitz bereits nach einem Grund suchte, ihn für etwas zu tadeln, befand das Lager für „abscheulich und gegen alle Regeln des gesunden Menschenverstandes“ und stellte Marwitz bis zur Schlacht bei Hochkirch unter Arrest. Dort hätte der König dann selbst ein Lager aufgestellt und Marwitz gesagt, dass er seine Lager so strukturieren sollte, wie Friedrich selbst. In der darauffolgenden Schlacht stellte sich dieses Lager jedoch als mangelhaft heraus. Diese Geschichte wird auch von Friedrich August Ludwig von der Marwitz aufgenommen, aber er scheint Georg Wilhelm verherrlicht zu haben, da in seiner Erzählung der Quartiermeister nicht für seinen Widerstand bestraft wird.
Marwitz scheint literarisch begabt gewesen zu sein. Schon in seinem satirischen Brief vom 3. März 1746 berichtet Friedrich, Marwitz schreibe „Elegien voller heisser Küsse“ an den Prinzen Heinrich. Laut Henckel von Donnersmarck hatte Friederich „sich herabgelassen, ihn selbst zu unterrichten, ihm seine Bücher und Werke zur Benutzung zu geben“. Zur Zeit des Siebenjährigen Krieges dachte der König sogar daran, ihn seine Biographie schreiben zu lassen.
Laut Friedrich selbst, der diese Nachricht an seinen Bruder Heinrich weiterleitete, starb Marwitz am oder vor dem 8. Juli 1759 in Landeshut, einem „heißen Fieber mit Masern“ zufolge. Prinz Heinrich von Preußen widmete ihm eine Gedenktafel auf seinem Rheinsberger Obelisken.